# Слипченко, Пётр Филиппович
Пётр Филиппович Слипченко (12 января 1917, Залатиха, Полтавская губерния, Российская империя — 1986, Ленинград) — советский военачальник, генерал-полковник (1973), кандидат военных наук (1973), профессор (1975).

## Биография
Родился в 1917 году в селе Залатиха. В ноябре 1937 года был направлен на обучение в военное училище. Окончил военное училище в 1939 году. Член ВКП(б) с 1939 года. Проходил в следующих должностях: — командир учебного артиллерийского взвода (1939—1940 гг.); — заместитель командира артиллерийской батареи (1940—1941 гг.). Участник Великой Отечественной войны. В составе действующей армии с июня 1941 года. С июня 1941 по январь 1942 года командир артиллерийского взвода — на Западном фронте, с июля по сентябрь 1942 года — Сталинградском фронте, с сентября 1942 по февраль 1943 год — Донском (Юго-Западном) фронте, с февраля 1943 по январь 1944 года — Западном фронте, с января 1944 по май 1945 года — в составе 1-го Белорусского фронта. В годы войны служил на следующих должностях: командир артиллерийской батареи 265-го отдельного истребительного артиллерийского дивизиона 126-й стрелковой дивизии (1942—1943 гг.); — начальник штаба истребительного противотанкового артиллерийского дивизиона (1943 г.); — командир 406-го отдельного истребительного противотанкового артиллерийского дивизиона 64-й стрелковой дивизии, капитан (майор) (1943—1944 гг.); — заместитель командира по строевой части 992-го истребительно-противотанкового артиллерийского Рославльского ордена Кутузова полка, майор (1944—1945 гг.).
После войны: — слушатель Ордена Ленина Краснознаменной Высшей Офицерской Артиллерийской школы Красной Армии (1945 г.); — командующий артиллерией отдельной стрелковой бригады (1945—1946 гг.); — заместитель командира полка (1946—1947 гг.); — старший преподаватель Окружных курсов усовершенствования офицерского состава (1947—1950 гг.); — помощник начальника Ташкентского пехотного Краснознаменного и ордена Красной Звезды училища имени В. И. Ленина по артиллерии — начальник цикла артиллерии (1950—1953 гг.); — командир артиллерийского полка (1953 г.); — слушатель Военной академии имени М. В. Фрунзе (1953—1956 гг.); — командующий артиллерией — заместитель командира дивизии (1957—1958 гг.); — командующий артиллерией армейского корпуса (1958—1962 гг.); — начальник ракетных войск и артиллерии армии (1962—1964 гг.); — начальник ракетных войск и артиллерии Прибалтийского военного округа (1964—1969 гг.); — начальник Военной артиллерийской ордена Ленина Краснознаменной академии имени М. И. Калинина (г. Ленинград) (1969—1981 гг.). В 1973 году генерал-лейтенанту артиллерии Слипченко П. Ф. было присвоено очередное воинское звание «генерал-полковник артиллерии». В 1981 году был уволен в запас. в 1981—1985 гг. проживал вместе с семьей в г. Ленинграде.
Педагог и специалист в области боевого применения, перспектив развития Ракетных войск и артиллерии сил общего назначения. Автор научных трудов и публикаций по проблемам обеспечения эффективности огневого поражения, перспективам развития ракетного и артиллерийского вооружения, организации подготовки специалистов
Умер в 1986 году. Похоронен на Серафимовском кладбище, г. Санкт-Петербург.